# Al-Kantara (Syria)
Al-Kantara (arab. القنطرة) – wieś w Syrii, w muhafazie Aleppo, w dystrykcie Ajn al-Arab. W 2004 roku liczyła 884 mieszkańców.